# João Isidório
 João Paulo Santos de Santana  (Candeias, 26 de janeiro de 1992 — Madre de Deus, 11 de novembro de 2021), mais conhecido como João Isidório, foi um cantor e político brasileiro filiado ao Avante. Exercia seu primeiro mandato como deputado estadual pelo estado da Bahia. Era Filho do Deputado federal Isidório de Santana Júnior.

## Biografia
Na eleição municipal de Candeias de 2012, candidatou-se ao cargo de Vereador pelo Partido Comunista Brasileiro (PCB), porém não foi eleito.
Nas eleições de 2018, foi candidato a Deputado estadual pelo Avante e foi eleito com 110.540, sendo um dos mais votados no estado.

## Morte
João Isidório morreu aos 29 anos, em 11 de novembro de 2021, vítima de afogamento na cidade de Madre de Deus na Bahia. João estava no seu primeiro mandato como deputado estadual.